# Panthea roberti
Panthea roberti is een vlinder uit de familie van de uilen (Noctuidae). De wetenschappelijke naam van de soort werd voor het eerst geldig gepubliceerd in 1928 door Joannis.